# 淀屋橋ゲートタワー
淀屋橋ゲートタワー（よどやばしゲートタワー）は、大阪市中央区北浜で建設されている超高層ビルの開発である。淀屋橋駅西地区第一種市街地再開発事業（よどやばしえきにしちくだいいっしゅしがいちさいかいはつじぎょう）または淀屋橋駅西地区市街地再開発事業とも呼ばれる。

## 概要
御堂筋と土佐堀通が交差する淀屋橋交差点の南西角に位置し、北を土佐堀通、南を内北浜通、東を御堂筋、西を御霊筋に囲まれた2街区につき、両街区の間に東西に通る淀屋小路（大阪市道淀屋小路線）を廃止し、その南北の両街区を一体的に再開発する。2025年竣工予定である。
御堂筋を挟んで東側、淀屋橋交差点南東角で実施されている再開発「淀屋橋ステーションワン（淀屋橋駅東地区都市再生事業）」とあわせて、「ツインタワー」、「ツインビル」、「ゲートタワー」などと通称される。
再開発事業の施工者は「淀屋橋駅西地区市街地再開発組合」であり、大和ハウス工業、住友商事、関電不動産開発が参加組合員である。再開発事業の概算事業費は約668億円である。
建物は、地下1階で淀屋橋駅と直結し、地下1階～2階が商業フロア、3～9階と12～27階がオフィスフロア、10階は機械室、11階はにぎわい施設や屋上庭園を含む複合フロアとなる予定である。オフィスはワンフロアの貸室面積が約940～1,110坪、総貸室面積が 約23,500坪となる。

## 沿革
御堂筋沿いの建物の高さ制限が都市再生特別地区の活用により緩和され得るようになり、2007年には高さ140mのツインビルを2011年を目処に建設することが検討されていることが報道された。
2008年（平成20年）8月に市街地再開発準備組合を設立し事業計画の検討を進め、2017年（平成29年）10月に事業者より大阪市に都市計画の手法を活用した建て替え検討につき申し出がなされ、2019年（令和元年）7月に大阪市都市計画審議会において大阪都市計画都市再生特別地区「淀屋橋駅西地区」及び淀屋橋駅西地区第一種市街地再開発事業につき可決された。
2020年（令和2年）7月に組合設立認可がされ、8月6日に「淀屋橋駅西地区市街地再開発組合」が設立された。
2022年（令和4年）11月1日、工事着工された。
2025年（令和7年）7月30日、この建物の名称を『淀屋橋ゲートタワー』にすることを発表した。

## 再開発前のビル
淀屋小路を挟んで南北の街区に11の建物が建っていた。2021年（令和3年）に淀屋小路が閉鎖され、解体工事が開始された。
淀屋小路の北側街区
- 石原ビルディング（石原時計店） - 土佐堀通と御堂筋の角。1939年（昭和14年）竣工[17]。
- 白洋舍淀屋橋ビル -土佐堀通沿い。2020年（令和2年）12月9日に白洋舍が住友商事に11億円で譲渡した[18][19]。
- ミズノ旧本社ビル（ミズノ淀屋橋店） -土佐堀通沿い.1927年（昭和2年）竣工[20]。
- 住友生命淀屋橋ビル -土佐堀通沿い
- 大川ビル - 御霊筋と淀屋小路の角
- エイブルビル - 御堂筋沿い
- 江口淀屋橋ビル - 御堂筋沿い。ドコモショップ淀屋橋店が入居していた。
- 尚美堂[21]の建物 - 御堂筋沿い
- 名称不明の建物（尚美堂南側隣） - 御堂筋沿い。ダイコクドラッグが入居していた。

淀屋小路の南側街区
- 大阪東銀ビル - 御堂筋沿い。1970年（昭和45年）竣工、村野藤吾設計[22][23]。東京銀行大阪支店、東京三菱銀行大阪支店、三菱東京UFJ銀行大阪中央支店として使われた。2016年6月3日に三菱東京UFJ銀行が大和ハウス工業と住友商事に譲渡した[24]
- 淀屋橋今西ビル - 御霊筋沿い。今西土地建物株式会社[25]の本店があった[26]。

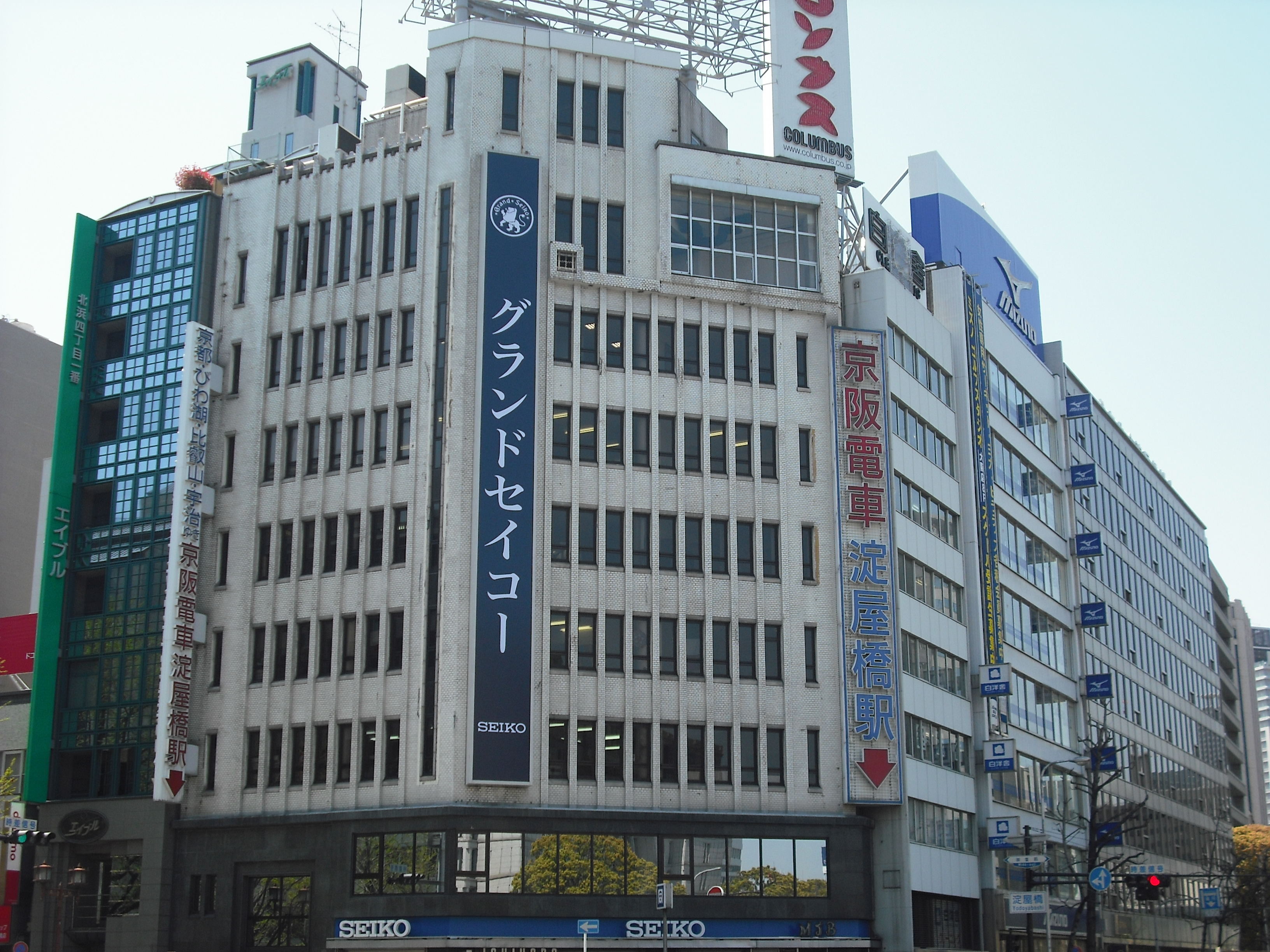
石原ビルディング（2009年4月）
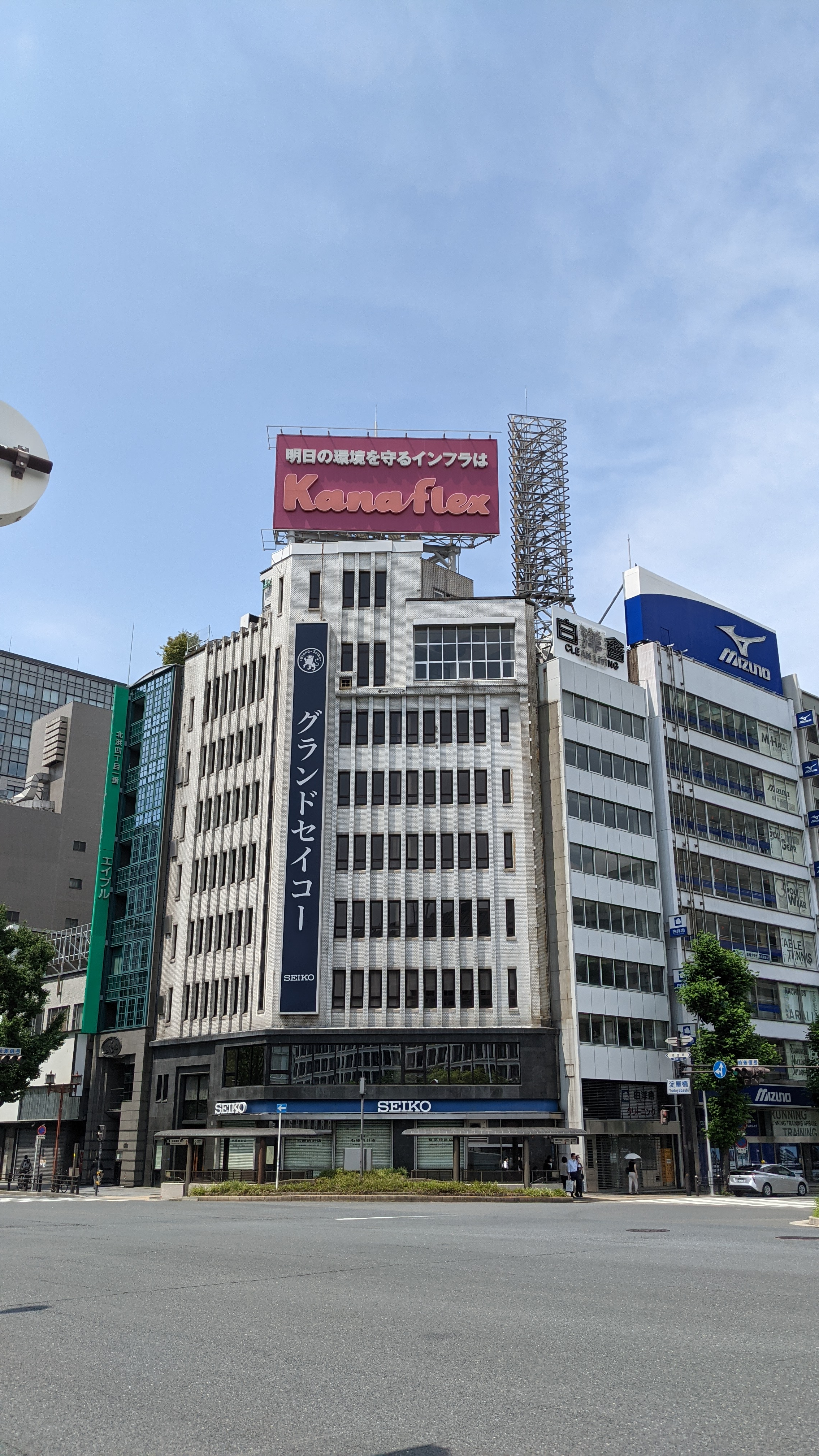
石原ビルディング（2021年7月）
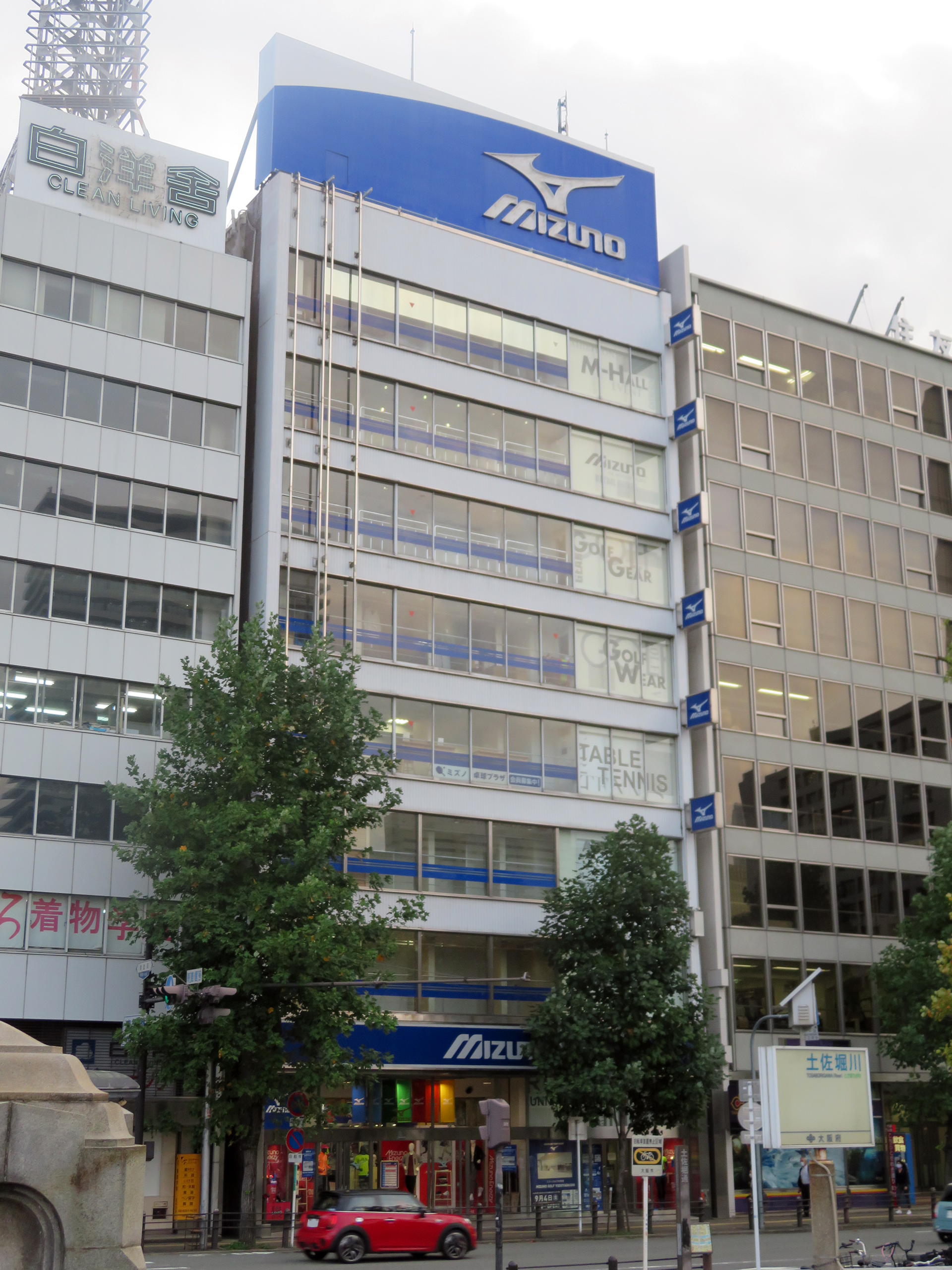
ミズノ旧本社ビル（2020年9月）